# 专诸
专诸（？—前515年），又作鱄诸，《左传》作鱄设诸，姬姓，專氏。春秋時代吴国棠邑人，為刺殺吳王僚的刺客。

## 生平事蹟

### 出身
專諸是屠戶出身，對母親非常孝順。《越絕書》稱：“專諸與人鬥，有萬夫莫當之氣，聞妻一呼，即還，豈非懼內之濫觴乎？”。其實是專諸妻子手裡拿著他母親的拐杖，專諸十分孝順，見拐杖如見母親，才跟著妻子回家。當時楚國大將伍子胥從楚國逃到吳國，遇見專諸，奇怪他為什麼怕女人，專諸告訴他：能屈服在一個女人手下的，必能伸展在萬夫之上。伍子胥視其為奇才。

### 行刺起因
伍子胥因父兄被楚王枉殺，逃到吳國朝見吳王僚，遊說他伐楚的好處，被吳王僚的侄子公子光（闔閭）以其報私仇阻攔。伍子胥知道公子光是想殺吳王僚，心想：「彼光將有內志，未可說以外事。」於是推薦專諸給公子光。
吳王壽夢有四個嫡子，傳位給嫡長子諸樊，諸樊有三個弟弟：依次為餘祭、餘眛、季札子；諸樊知道季札子賢明，就不立太子，想依照兄弟的次序把王位最後傳給季札子。結果餘眛死後，季札子卻逃避不肯做國君，吳國人就擁立壽夢的庶長子僚為國君，而公子光的父親是吳王諸樊；由此公子光認為，如果不傳給季札，他應該是繼承人，因此暗中伺機奪位。

### 行刺準備
公子光得到專諸後，把他待為上客，並敬其母。專諸問吳王僚的嗜好，知道他愛“魚炙”，就到太湖邊學習燒烤魚的技術，燒出的魚獨具風味。
前516年楚平王逝世，第二年春天，吳王僚見楚初喪國君，派其弟弟公子蓋餘及燭庸率兵圍楚國的六、灊二邑；另派延陵季子到晉國觀察其他諸侯的動向。楚國發兵斷了蓋餘、屬庸的退路，使吳兵無法回師。於是公子光對專諸說：「此時機不可失也，若不去做怎能得到？且我是王位的真正繼承人，本當掌國，季子雖回來，也不會廢掉我的。」專諸說：「王僚可殺。現如今他母老子弱，且兩弟帥兵伐楚，被楚斷了後路。當下吳國外被楚困，而內無棟梁之臣，他們又有能拿我們怎樣？」公子光忙起身叩頭說：「我的命運，就繫在您身上啊！」

### 母死助專諸
專諸感于公子厚待而決心以死相報，卻牽掛母親。臨行前回家探母，母親告訴專諸，大丈夫立於天地之間，當做名垂青史之事，不要因為顧念家庭小事而遺憾終生。 她對專諸說自己口渴，要專諸去取清水來喝。專諸去取清水，回來後發現母親已經吊死在後堂了。他的母親以死免除了專諸後顧之憂，也促使專諸一定成事。（出至東周列國志，吳越春秋及史記並未提到。）

### 行刺吳王僚
前515年四月丙子日，公子光準備了酒席宴請吳王僚，在地下室埋伏甲士。吳王僚想吃烤魚，同時也嚴加戒備。派軍隊由王宮一直到公子光的家，門戶、臺階兩旁都是吳王僚的親信，左右立著，手持長鈹。酒過數旬後，公子光偽稱腳有毛病，到地下室休息。專諸依計將匕首放進烤好的魚的腹中並送上去。將魚送到吳王僚前，專諸突然撕開魚肚，拿出匕首刺向吳王僚，穿透三層鐵甲，吳王僚當場死亡，他的侍衛也同時殺死了專諸。趁吳王僚的人混亂，公子光立刻派甲士殺盡吳王僚的人，自立為王，就是吳王闔閭。

### 身後榮耀
闔閭既立，封專諸的兒子專毅為上卿。並根據專諸希望葬在泰伯皇墳旁的遺願，從優安葬專諸。據王鏊《姑蘇志》載，專諸墓在盤門內伍大夫（子胥）廟之側，今已無跡可尋。

## 評價
司马迁评论专诸：「世言荊軻，其稱太子丹之命，「天雨粟，馬生角」也，太過。又言荊軻傷秦王，皆非也。始公孫季功、董生與夏無且游，具知其事，為余道之如是。自曹沫至荊軻五人，此其義或成或不成，然其立意較然，不欺其志，名垂後世，豈妄也哉！」
《史记索隐》述贊：「曹沫盟柯，返魯侵地。專諸進炙，定吳篡位。彰弟哭市，報主塗廁。刎頸申冤，操袖行事。暴秦奪魄，懦夫增氣。」

## 魚腸劍由來
魚腸劍，又名魚藏劍。為專諸刺吳王僚所用的匕首。傳說刀身上有如魚鱗般的紋路，是打造時程序繁多所致，目的是為了能一舉刺破吳王外衣內所穿的護甲。又因其最終藏於魚肚中，所以被稱為「魚腸劍」。
據《越絕書》記載，鑄劍大師歐冶子曾為越王勾踐鑄了五柄寶劍。他使用了赤堇山之錫；若耶溪之銅，經雨灑雷擊，得天地精華，製成了五口劍，分別是湛盧、純鈞、勝邪、魚腸和巨闕。魚腸劍既成，相劍本領尤如通靈的薛燭被請來相劍。他說魚腸劍“逆理不順，不可服也，臣以殺君，子以殺父。”後來越國將其作為寶物進獻給吳國。
《史記·刺客列傳》中並未直言這把寶劍之名，僅以“匕”稱之；而成書年代略晚的方志史書《越絕書》（東漢·袁康、吳平編撰），已明確指稱此劍名曰“魚腸劍”。

## 遺跡
- 如今鴻山東嶺仍有“專諸墓”存。
- 相傳無錫市大婁巷的“專諸塔”，是闔閭替他葬的優禮墓，但“文革”時被拆除。[3]
- 蘇州城西部有專諸巷，是一条緊挨內城河和城牆的巷子，南通金門，北達閶門。相傳因为專諸墓在此，故得名。其后專諸巷一帶逐漸發展成玉雕行業集中之地，故專諸巷的名字也被讹传為“穿珠巷”。[4]

## 延伸阅读
[在维基数据编辑]
 《刺客列傳》，出自司馬遷《史記》